# Christel Verstegen
Christel Maria Antonia Arnolda Verstegen (Veghel, 27 maart 1973) is een Nederlands boogschutter.
Verstegen schiet met een recurveboog. Ze werd meerdere keren Nederlands kampioen. Ze deed met het nationaal vrouwenteam, met Jacqueline van Rozendaal en Sjan van Dijck mee aan de Olympische Spelen van 1992 in Barcelona. In de individuele rondes verloor ze in de achtste finale van Fang-Mei Lai uit Taiwan en eindigde op de 23e plaats. Ook het team kwam niet verder dan de achtste finale. Christels broer Erwin deed met het herenteam mee aan de Spelen in Barcelona.
Ze schoot opnieuw op de Spelen van 1996 in Atlanta, maar werd individueel in de tweede ronde uitgeschakeld en eindigde als 27e. 